# Hermann von Malotki
Karl Hermann Hugo von Malotki (* 24. Dezember 1830 in Friedrichsfelde, Kreis Bublitz; † 14. September 1911 in Naumburg (Saale)) war ein preußischer Generalleutnant.

## Leben

### Herkunft
Er war der Sohn von Johann Wilhelm von Malotki (1779–1831) und dessen Ehefrau Karoline Sabine Wilhelmine, geborene von Kleist (1788–1880). Sein Vater war Premierleutnant a. D., zuletzt im Infanterieregiment „von Natzmer“.

### Militärkarriere
Malotki begann seine Laufbahn am 1. September 1843 als Kadett in Kulm. 1846 kam er an die Kadettenanstalt in Berlin und wurde am 1. April 1848 als Portepeefähnrich dem 2. Infanterie-Regiment der Preußischen Armee überwiesen. Bereits nach wenigen Tagen wurde er dem Kadettenkorps rücküberwiesen mit der Weisung, dort noch ein Jahr zu verbleiben. Am 28. April 1849 kam Malotki schließlich als Sekondeleutnant in das 14. Infanterie-Regiment. Vom 1. Mai 1853 bis Ende Februar 1857 als Adjutant und Untersuchungsführender Offizier des II. Bataillons im 14. Landwehr-Regiment in Bromberg kommandiert, war er anschließend als Adjutant des II. Bataillons tätig. Als Premierleutnant wurde Malotki dann für ein Jahr bis 30. September 1859 zum 2. Jäger-Bataillon kommandiert. Am 1. Juli 1860 in das Infanterie-Regiment Nr. 54 versetzt, wurde er mit seiner Beförderung zum Hauptmann zum Kompaniechef ernannt.
In dieser Stellung nahm Malotki 1866 am Krieg gegen Österreich teil, kämpfte bei Gitschin sowie Königgrätz und erhielt für seine Leistungen den Roten Adlerorden IV. Klasse mit Schwertern. Im Oktober 1868 in das Grenadier-Regiment Nr. 89 versetzt, wurde er hier am 12. September 1870 zum Major befördert. Während des Krieges gegen Frankreich fungierte Malotki ab 21. September 1870 als Führer des II. Bataillons, beteiligte sich an den Belagerungen von Metz, Toul, Paris, der Schlacht bei Le Mans sowie einer weiteren Anzahl von Gefechten. Ausgezeichnet mit dem Eisernen Kreuz II. Klasse, war Malotki nach dem Vorfrieden von Versailles im März 1871 kurzzeitig Führer des III. Bataillons, bevor er Ende des Monats zum Kommandeur des II. Bataillons ernannt wurde. Als solcher am 22. März 1876 zum Oberstleutnant befördert, erhielt Malotki am 12. Juni 1880 das Kommando über das 7. Rheinische Infanterie-Regiment Nr. 69 und wurde drei Monate später zum Oberst befördert. Am 18. Oktober 1881 nach Gotha versetzt, kommandierte er hier das 6. Thüringische Infanterie-Regiment Nr. 95 und wurde am 26. September 1883 mit dem Kronenorden II. Klasse ausgezeichnet. Unter Stellung à la suite dieses Regiments beauftragte man Malotki am 12. November 1885 zunächst mit der Führung der 9. Infanterie-Brigade und ernannte ihn am 3. Dezember 1885 unter gleichzeitiger Beförderung zum Generalmajor zum Kommandeur dieser Brigade. Am 18. Januar 1888 mit dem Roten Adlerorden II. Klasse mit Eichenlaub und Schwertern ausgezeichnet, wurde Malotki schließlich am 2. August 1888 unter Verleihung des Charakters als Generalleutnant mit Pension zur Disposition gestellt.
In nachmaliger Würdigung seiner Verdienste erhielt Malotki am 28. Dezember 1895 das Großkreuz des Ordens der Wendischen Krone sowie am 25. Februar 1907 den Stern zum Komtur des Herzoglich Sachsen-Ernestinischen Hausordens.

### Familie
Er vermählte sich am 7. April 1864 in Kolberg mit Pauline von Zastrow (1846–1922), Tochter des preußischen Generalmajors Julius von Zastrow (1802–1884) und dessen zweiter Ehefrau Maria [von Moers]. Aus der Ehe gingen vier Töchter und vier Söhne hervor.